# Іванущенко Геннадій Миколайович
Івану́щенко Генна́дій Микола́йович (21 квітня 1964 с. Улянівка Білопільського району Сумської області) — український історик, архівіст та громадський діяч. Співзасновник Центру досліджень визвольного руху, член вченої ради Центру досліджень визвольного руху, голова обласного осередку історичного клубу «Холодний Яр», член проводу СУМ «Сумщина», головний редактор інтернет-проєкту «Сумський історичний портал». Жив і працював у Лондоні.
Учасник низки заходів СУМ «Сумщина» пропагандивного та просвітницького характеру. Дослідник національно-визвольного руху та комуністичних Голодоморів. Ініціатор встановлення пам'ятних знаків на честь учасників боротьби за незалежність України на Сумщині, організатор виставок архівних документів та наукових круглих столів.

## Біографія
Закінчив Недригайлівську середню школу 1981, а 1982 - Калінінградську морехідну школу у Східній Прусії. З 1982 по 1991 працював матросом рибопромислового, торговельного флотів. На Чорноморському флоті у 1983–1986 роках проходив військову службу. Військове звання — старшина 1 статті, спеціальність — боцман.
1988 продовжив навчання на історичному факультеті Сумського державного педагогічного інституту, який закінчив 1993 року за фахом «Історія і суспільствознавство».
Навчався в Українському Вільному Університеті міста Мюнхен у 2000–2001 роках.
Працював учителем історії, географії, допризовної підготовки загальноосвітніх шкіл І-ІІІ ступенів селі Курмани Недригайлівського району у 1989–1990 роках, с. Білоцерківці Пирятинського району Полтавської області у 1990–1994 роках, с. Северинівка Сумського району у 1994–2005 роках.
З липня 2005 року — директор Державного архіву Сумської області. Сумський архів під керівництвом Геннадія Іванущенка — єдиний архів, який повністю оцифрував усі 57 тисяч актових записів про смерть людей в період Голодомору 1932–1933 років. Архів веде міжнародну співпрацю з архівістами Великої Британії, його працівники без належного фінансування, на ентузіазмі створили велику за обсягом електронну базу історичних документів, серед обласних архівів лише наукове видання Сумського архіву «Сумський історико-архівний журнал» має гриф ВАКу.
2 грудня 2010 року Геннадія Іванущенка було звільнено з посади, з порушенням законодавства, тодішнім головою Сумської ОДА Юрієм Чмирем.
З 26 квітня по 13 грудня 2013 року в рамках проєкту Центру досліджень визвольного руху знаходився сім з половиною місяців у відрядженні в США та Канаді: перші півтора місяця в Клівленді, США, де працював в Українському Музеї-архіві, решту часу, на запрошення української громадськості Торонто, займався упорядкуванням архіву Інституту «Україніка».
Геннадій Іванущенко — депутат Сумської районної ради п'ятого скликання. Був головою сумської районної організації партії «За Україну!

## Нагороди
За вагомий особистий внесок у дослідження голодоморів в Україні, активну громадську діяльність нагороджений орденом «За заслуги» III ступеня (2007)
За активну громадську позицію нагороджений митрополитом Київським та всієї України Епіфанієм (Думенком) медаллю Архистратига Михаїла (2024). 

## Праці

### Книги та збірники
- «Залізом і кров'ю. Сумщина в національно-визвольній боротьбі першої половини XX ст: історико-документальні нариси» (2001)[10][11]
- «Голодомор 1932-33 років: очима свідків, мовою документів. Северинівська сільрада Сумського району» (2003)[12]
- «Українська революція 1917–1920 років в листівках і газетах». (2005)[13]
- «Діагнози про смерть у період Голодомору 1932–1933 рр. як джерело створення персональних баз даних» (2008)
- «ОУН-УПА на Сумщині» т. 1 (2007) і т. 2 (2009)[14]
- «З історії зачисток Сумщини: частина 3. Геннадій Іванущенко»[15]
- «Діяльність підпілля ОУН на Сході України» Випуск 1 (2010)
- «Українське відродження 1917-1920 рр. на Сумщині». т. 1 (2010)
- «Повстанський рух 20-х – 30-х рр. ХХ ст. на Сумщині» т. 1 (2011)[16]
- «Інакодумство на Сумщині: збірник документів та матеріалів (1955-1990 роки)» т. 1 (2012)[17]
- «Сумчани в боротьбі за волю: 10 біографій» (2015)
- «Діяльність підпілля ОУН на Сході України» Випуск 2 (2020)
- «Товариство „Просвіта“ на Сумщині» т.1 і т.2 (2022)

Ще близько 60 публікацій у збірниках наукових конференцій, місцевій, центральній і зарубіжній періодиці. Деякі з них:
- Інтерпретація статистики як спосіб приховування Голодомору.[18]

### Інтерв'ю
- Геннадій Іванущенко: Найбільша фобія влади — це задокументована свобода[недоступне посилання з серпня 2019] // Святослав Костюк, Газета ВО «Свобода». Додано 14.01.2011 до cdvr
- Геннадій Іванущенко: Йде завершення циклу визвольної боротьби [Архівовано 5 листопада 2016 у Wayback Machine.] // Діана Ольшанська, газета «Данкор», м. Суми, Четвер, 06 лютого 2014 15:37 
  Йде протистояння між тими, хто відстоює свободу, і тими, хто може продаватися і залишатися байдужим. Дуже показово, які групи протистоять один одному: з одного боку - народ і церква, з іншого - влада і банда. І зараз дуже важливо кожному визначити своє місце в суспільному процесі, ідентифікуючи себе з народом. Якщо українці себе усвідомлять нацією, тобто єдністю «живих, мертвих, і ненароджених, в Україні і не в Україні сущих», з нашим народом нічого не можна буде зробити. Він обов'язково переможе.